# براودویو (نیومکزیکو)
براودویو (به انگلیسی: Broadview) یک منطقهٔ مسکونی در ایالات متحده آمریکا است که در نیومکزیکو واقع شده‌است. براودویو ۱٬۳۷۵٫۸۸ متر بالاتر از سطح دریا واقع شده‌است.